# JOY TO THE OITA
『JOY TO THE OITA』（ジョイ トゥー ザ オオイタ）は、大分放送（OBSラジオ）で放送されているラジオのトーク番組。2023年1月2日より『JOY TO THE OITA＋』というタイトルに変更となった。

## 概要
2019年10月から、大分放送（OBSラジオ）の火曜から金曜の21時台の8本の番組（30分枠）を部屋に見立て、1つのハイツにそれぞれの番組が入居しているレーベル枠「完売御礼 IMAZURU わいわいハイツ」の中で放送されていた『しずちゃんとマーク・パンサーのGLOBISM』（2021年9月終了）の続編にあたる番組。
大分県別府市のツーリズム大使であるマーク・パンサーと賎川寛人アナウンサーが大分の魅力を探る番組で基本的にはロケをおこなった模様を放送している。2022年6月6日の放送より毎月第1週目に生放送をおこなっており、LINE LIVEでも同時配信している。生放送の際はメッセージテーマを設け、生電話にも対応している。
番組名はglobeの2枚目のシングル「Joy to the love (globe)」にちなんでおり、番組の最後にはglobeの曲を流すことが定番となっている。
番組ハッシュタグは「#joytotheoita」。

### KEIKOの出演経緯
2022年7月4日の生放送中にglobeのKEIKOがサプライズで生電話出演した。前日にツーショット写真をSNSに投稿したことがきっかけであるという。公の場でマークとKEIKOがトークを披露したのは2011年にKEIKOがくも膜下出血で倒れて以来であり、電波に声が乗ったのは約10年ぶりのことである。また、同年11月7日の生放送でもサプライズで電話出演している。
2022年11月28日、KEIKOがスタジオを訪れ、生出演した。また、2023年1月からレギュラー出演すること、放送時間が10分増えることが発表された。以降、前半と後半でスポンサーが変わるスタイルを取っている。

## 放送時間
- 2023年1月2日 - 、大分放送（OBSラジオ） 毎週月曜 19:30 - 20:10
- 2022年3月28日 - 2022年12月26日、大分放送（OBSラジオ） 毎週月曜 19:30 - 20:00

## 現在のコーナー
Precious Memories(毎月第2週・2025年1月よりスタート)
ゲストコーナー。
切なさライセンス(毎月第3週)
KEIKOとマークがリスナーの相談に乗るコーナー。
あの人 あの場所 FACES PLACES(毎月第4週)
マークと賎川アナが大分県内の各所を回る外ロケコーナー。
今週の一言
その週のKEIKOのトピックについて話すミニコーナー。

## 過去のコーナー
Discover globe(毎月第2週)
あいうえお順に globeの曲について語っていくコーナー。

## 主なロケ先
2022年
- 4月11日、18日 - ひょうたん温泉[11]
- 5月16日、5月23日 - フェリーさんふらわあ[12]
- 6月13日、6月20日 - 大分マリーンパレス水族館 うみたまご[13]
- 7月11日、7月18日 - 別府ラクテンチ[14]
- 8月8日、8月15日 - フンドーキン醤油
- 9月19日 - ボアソルチ[15]
- 10月10日 - るるパーク[16]
- 10月17日 - 杵築城[17]
- 11月25日 - フォレストアドベンチャー・別府[18]
- 12月12日 - 湯布院[19]
- 12月19日 - 湯の坪街道[20]